# 石牌嶺
石牌嶺，是臺灣桃園市新屋區的一個傳統地域名稱，位於該區西北部。相較於今日行政區，其範圍大致與石牌里相近。

## 歷史
台灣清治末期至日治初期，石牌嶺地區為一街庄，稱為「石牌嶺庄」，隸屬於竹北二堡。該庄東北與茄苳坑庄為鄰，東邊一小段與石磊仔庄為鄰，東南邊與西南邊東段為下田心仔庄，西南邊西段及西北邊為大牛欄庄。
1901年（日治明治三十四年）11月，全台廢縣廳改設二十廳，該庄隸屬於桃仔園廳。1903年（明治三十六年），改名桃園廳。1909年（明治四十二年）10月，合併二十廳為十二廳，該庄隸屬不變。1920年（大正九年），廢十二廳改設五州二廳，該庄改制為「石牌嶺」大字，隸屬於新竹州中壢郡新屋庄。
戰後新屋庄改制為新屋鄉，隸屬於新竹縣，大字亦改制為村。1950年桃、竹、苗分治，新屋鄉改隸屬於桃園縣。2014年12月，桃園縣升格為直轄桃園市，新屋鄉改制為新屋區，村亦改制為里。

## 聚落
本地區發展較早的聚落為石牌嶺，在日治期初期的官方地圖上已有記載。此外，本地區尚有下埔、葉厝、余厝等聚落。

## 交通
區道桃91線是觀新橋至大莊埔的道路，也是本地區主要的縱向（東北—西南走向）道路，其北側端點位於石牌嶺地區東北部界河新屋溪上的觀新橋。由此向西南轉南南西出境後，可前往黃屋、下槺榔、大坡地區的大莊埔並止於區道桃104線路口。
區道桃93線（東興路一段）是大欄海邊至甲頭屋的道路，也是本地區主要的橫向道路，大致以西北—東南走向經過本地區中部。由此道路向西北可前往大牛欄並止於海邊的下北湖聚落，向東南可前往員笨、甲頭屋並止於市道114號路口。
區道桃95線是北湖至下庄子的道路，其北側端點位於本地區西部邊界地帶北湖國小旁的區道桃93線路口。由此向西南沿邊界而行，出邊界後經後湖轉南並止於崁頭厝地區下庄子西側的市道114號路口。
區道桃96線是崁頭厝至下庄子的道路，其東側端點位於本地區南部邊界地帶余厝與下庄子間的區道桃91號路口。由此向西北至大牛欄聚落後轉南南西再轉南可往崁頭厝地區永安聚落的市道114號路口。

## 學校
- 北湖國小